# 保国寺

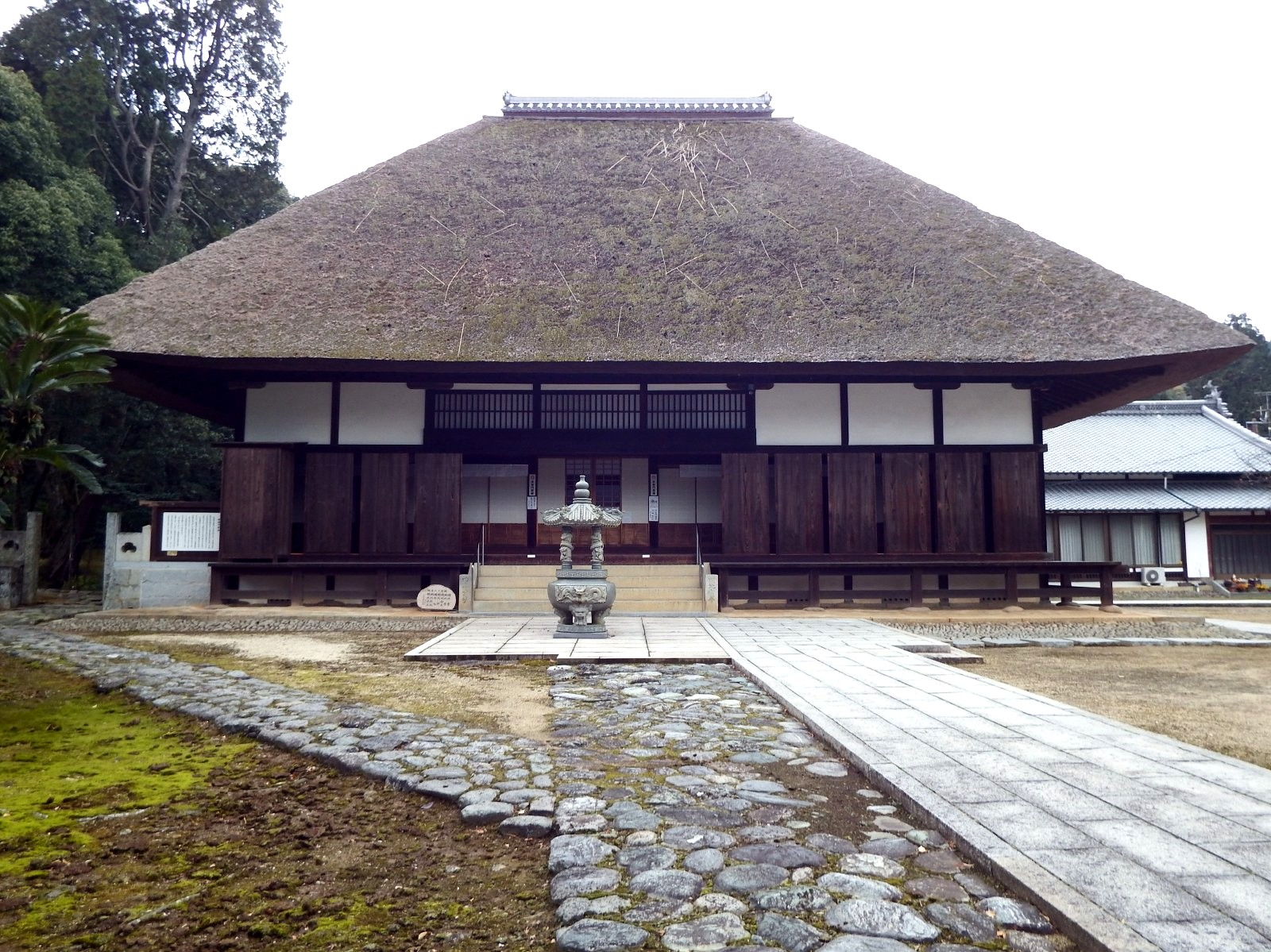
本堂

保国寺（ほうこくじ）は愛媛県西条市中野にある臨済宗東福寺派の寺院。本尊は阿弥陀如来で、国の名勝に指定される四国最古の日本庭園があることで知られている。

## 概要
奈良時代は聖武天皇の神亀4年（727年）の建立とされ、当時は大きな寺であったとされる。
建治年間（1275年～78年）癡兀大慧（ちこつだいえ、仏通禅師）によって天台宗から臨済宗に改められ、中興の祖とされる。
室町時代になり、足利尊氏により官寺とされ十三堂塔が立ち並ぶ大きな寺となっていたが、天正の陣によって焼失する。
江戸時代になり、久獄禅師が再興し、宝暦2年（1752年）頃には現在の状況に近い形になっていた。天保13年（1842年）の西条誌（日野和照・著）に、その絵図が見られるという。

## 伽藍
- 仁王門：仁王像は現代になって石像で造られた。
- 本堂：茅葺屋根。1753年再建[2]。
- 保国寺庭園
- 石川備中守通清の墓：高峠城最後の城主（天正13年没）
- 鐘楼
- 天眞堂：当山中興天眞和尚禅師を祀る。
- 駐車場：無料

## 文化財
国の重要文化財
- 木造仏通禅師坐像：像高78.3cm。正和元年（1312年）の禅師没後から間もない頃に造られたものと思われ、肌は黒光りしているため「黒仏さん」と呼ばれる。元々は東福寺にあったが、江戸時代末期に移された。昭和46年6月22日指定。

国の名勝
- 保国寺庭園：本堂裏にあり、第4世大愚和尚の永享年間（1429年～41年）の作庭、池泉鑑賞式で正面築山上に三尊石、その下に枯滝の石組みを構え、左右の山畔から池辺にわたって多数の石を配し池中に亀島を置く。伊予の青石（緑泥片岩）を主に使用している。昭和50年10月16日指定。

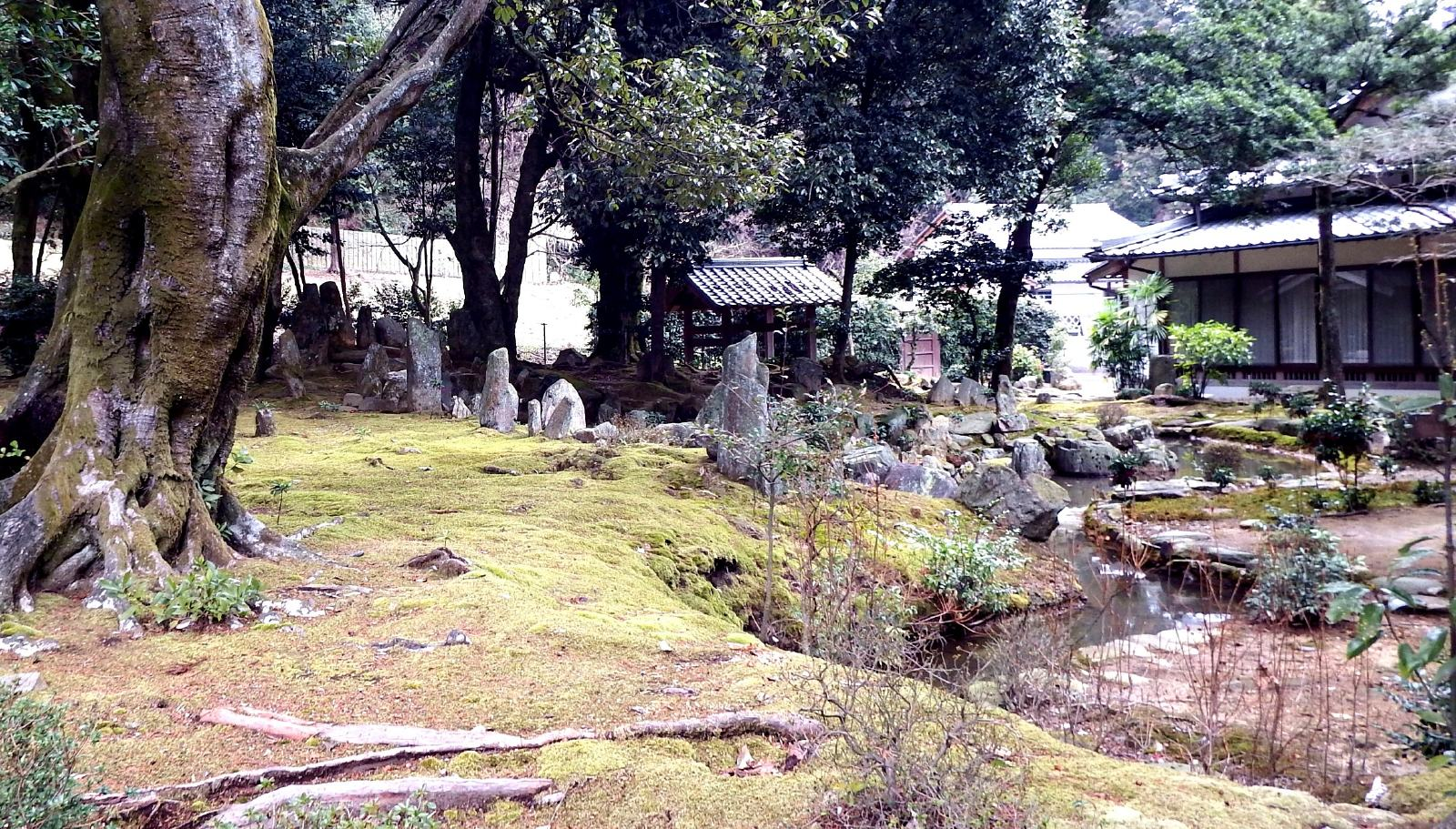
本堂裏の庭園
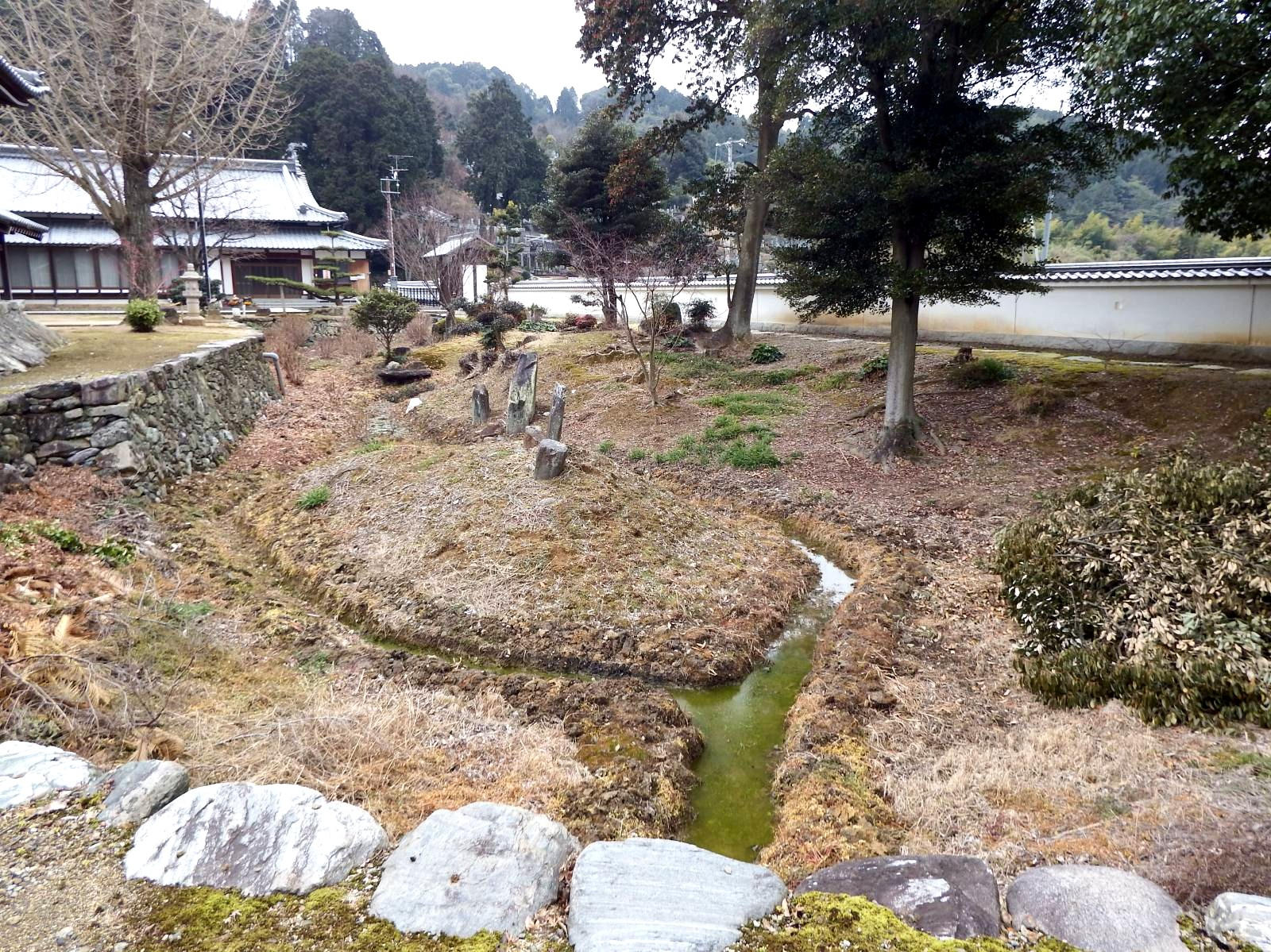
山門入って右の庭
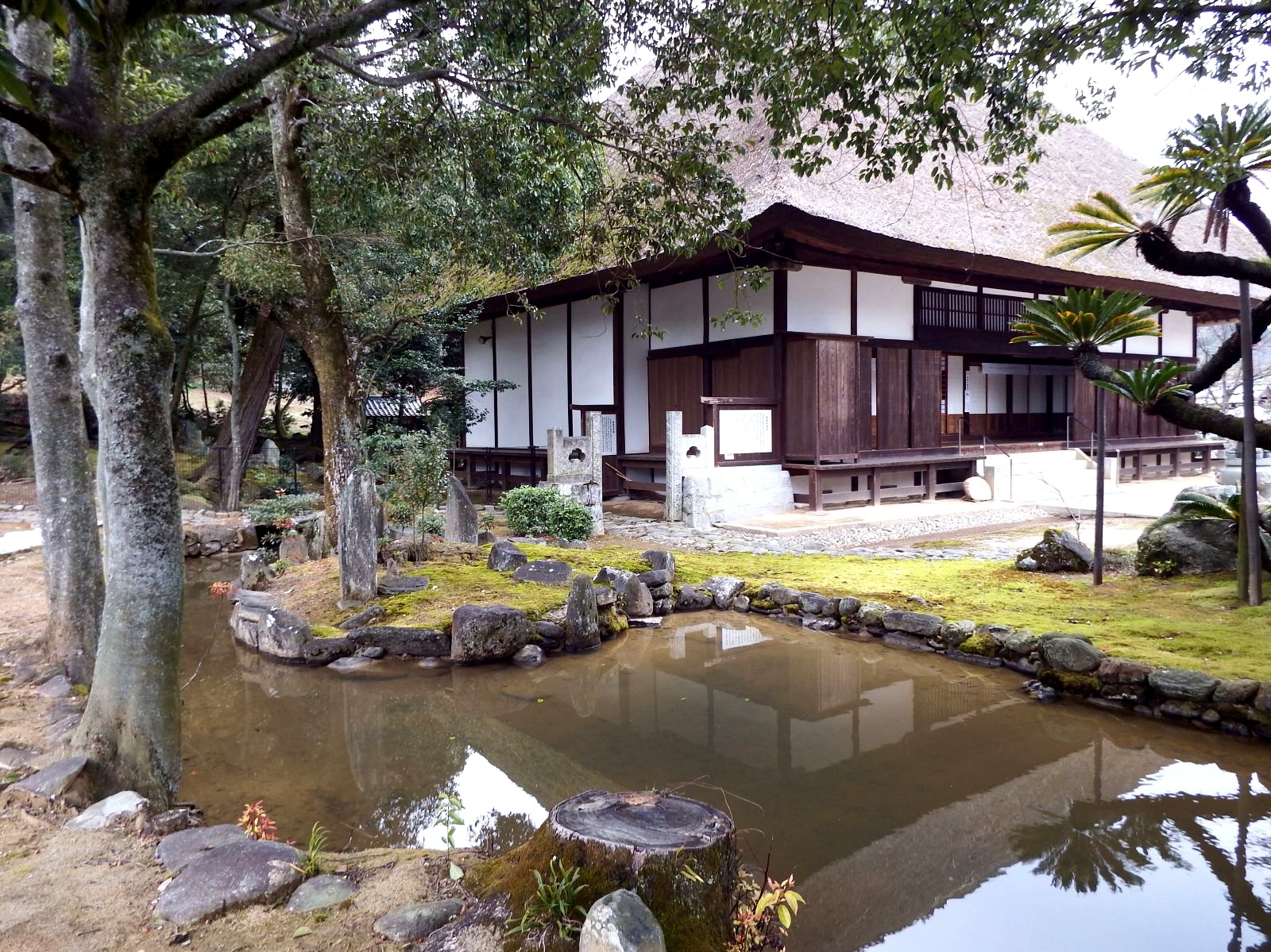
山門入って左の庭

## 参照
1. ↑  現地案内看板より、以下もすべて
2. ↑  茶の湯的・建築 庭園 町並み鑑賞録